# MABU
株式会社MABU（マブ）は、テレビ番組・コマーシャル・ビデオパッケージの撮影を行う映像制作会社である。

## 会社概要

### 所在地
- 本社／東京オフィス - 〒153-0064 東京都目黒区下目黒2-14-8 大久保ビル
- 大阪オフィス - 〒530-0055 大阪府大阪市北区西天満3-4-5 西天満ワークビル101号室
- 沖縄オフィス - 〒901-1304 沖縄県島尻郡与那原町東浜78-68 1403号室

### 役員
- 代表取締役社長：岸 賢俊